# Stefania Walasek
Stefania Maria Walasek (ur. 19 grudnia 1947 w Świeradowie-Zdroju) – polski pedagog, specjalizująca się w historii oświaty i wychowania.

## Życiorys
Urodziła się w Świeradowie-Zdroju, gdzie spędziła dzieciństwo i wczesną młodość. W 1968 rozpoczęła pracę zawodową jako nauczycielka w szkole średniej. Rok później w 1970 rozpoczęła studia pedagogiczne na Wydziale Filozoficzno-Historycznym Uniwersytetu Wrocławskiego, zdobywając w 1974 r. magisterium. Rok później zaczęła pracę na uczelni w Zakładzie Historii Wychowania (obecnie Zakład Historii Edukacji) Instytutu Pedagogiki Uniwersytetu Wrocławskiego. W 1983 otrzymała stopień naukowy doktora nauk humanistycznych w zakresie pedagogiki na podstawie rozprawy Wyższe Kursy Nauczycielskie (1919-1939) i ich rola w podnoszeniu kwalifikacji nauczycieli szkół powszechnych napisanej pod kierunkiem prof. Mirosławy Chamcówny. W 1997 uzyskała stopień doktora habilitowanego nauk humanistycznych w zakresie historii, specjalność: historia oświaty i szkolnictwa na podstawie pracy: Szkolnictwo średnie ogólnokształcące na ziemiach polskich w latach 1914-1923.
W latach 1995–1998 była zastępcą dyrektora, a następnie dyrektorem Instytutu Pedagogiki (1998-2004). W 1999 r. otrzymała tytuł profesora nadzwyczajnego. W latach 2005–2012 pełniła funkcję prodziekana ds. nauczania Wydziału Nauk Historycznych i Pedagogicznych Uniwersytetu Wrocławskiego. Kieruje także Zakładem Historii Edukacji. W 2008 r. uzyskała tytuł profesora zwyczajnego od prezydenta Lecha Kaczyńskiego.
Ponadto wykłada w Kolegium Karkonoskim w Jeleniej Górze. Pracowała również w Dolnośląskiej Szkole Wyższej Edukacji Towarzystwa Wiedzy Powszechnej we Wrocławiu. Jest członkiem Towarzystwa Historyków Wychowania i Wrocławskiego Towarzystwa Naukowego. Współpracuje z Uniwersytetem Pedagogicznym w Wilnie i Uniwersytetem im. Masaryka w Brnie. W 1990 została odznaczona Złotym Krzyżem Zasługi.

## Ważniejsze publikacje
Opublikowała 98 publikacji, w tym 5 monografii. Do ważniejszych publikacji należą:
- Nauczyciele szkół średnich w XIX i XX wieku jako grupa społeczna i ich wkład w kulturę polską, wyd. UWr, Wrocław 1995.
- Z historii szkolnictwa i myśli pedagogicznej w Polsce (1773-1939), wyd. UWr, Wrocław 1990.
- Działalność pedagogiczna Waleriana Kalinki, wyd. UWr, Wrocław 1993.
- Studia z dziejów oświaty i myśli pedagogicznej XVIII-XX wieku, wyd. UWr, Wrocław 1992.